# Edna Adan Ismail
Edna Adan Ismail (Hargheisa, 8 settembre 1937) è un'attivista e politica somala.
È la fondatrice e direttrice dell'ospedale universitario Edna Adan, e cancelliere dell'Università Edna Adan di Hargeisa. Ha ricoperto la carica di Ministro degli Esteri (2003-2006) e precedentemente la funzione di Ministro dello Sviluppo Sociale e del Benessere della Famiglia. È vedova di Mohamed Ibrahim Egal (1928–2002), ex Presidente della Repubblica del Somaliland (ex Somalia Britannica), (1993-2002).
È stata la prima donna somala a studiare nel Regno Unito, la prima ostetrica qualificata somala, e la prima donna somala a guidare un'automobile. È considerata una delle donne più influenti dell'Africa.

## Riconoscimenti
Per il suo attivismo e pionierismo nella lotta per i diritti umani e le questioni di genere, in particolare l'abolizione delle mutilazioni genitali femminili, è stata definita "The Muslim Mother Theresa", in italiano, "La Madre Teresa Mussulmana", da Kate Grant, CEO della Fistula Foundation. Ha inoltre ottenuto una serie di onorificenze e riconoscimenti, tra cui:
- 2023, Premio Templeton[8]
- 2018, borsa di studio onoraria dal Royal College of Obstetricians and Gynecologists di Londra;[9]
- 2018, dottorato onorario dalla London South Bank University;[10]
- 2008, laurea honoris causa dalla Clark University in Massachusetts, USA;
- 2008, membro onorario della Scuola Universitaria Infermieristica di Cardiff, nel Galles;
- 2007, il nome di Edna Adan Ismail è stato aggiunto alla Medical Mission Hall of Fame dell'Università di Toledo, Ohio, USA.[11]

## Pubblicazioni
- (EN)   Edna Adan Ismail, Simply a Midwife, Harper Collins Publishers Limited, 280 pagine. 2019.
- (EN)   Edna Adan Ismail, Richard Ford, Hussein Mohamed Adam, War destroys, peace nurtures: reconciliation and development in Somalia, Red Sea Press University of Michigan, 2004, 544 pagine. ISBN 9781569021866.